# National Academy of Engineering
Die United States National Academy of Engineering (NAE) ist eine renommierte US-amerikanische Berufsorganisation mit Sitz in Washington, D.C. Die NAE wurde 1964 gegründet. Sie ist eine ingenieurwissenschaftliche Gesellschaft und greift interdisziplinäre Fragen aus den Bereichen Technik und Gesellschaft auf. 

## Geschichte und Aufgaben
Die NAE arbeitet auf der Grundlage desselben Kongressgesetzes, das 1863 von Präsident Lincoln unterzeichnet wurde und mit dem die Nationale Akademie der Wissenschaften gegründet wurde. Gemäß dieser Charta ist die NAE angewiesen, „wann immer sie von einem Ministerium oder einer Behörde der Regierung aufgefordert wird, jedes Thema der Wissenschaft oder Kunst zu untersuchen, zu prüfen, zu experimentieren und darüber zu berichten“. Sie berät in technischen Fragen, gibt Studien heraus, veranstaltet Symposien und informiert die Öffentlichkeit über den Ingenieurberuf und das Ingenieurwesen.

## Organisation
Im Jahr 2019 hatte die National Academy of Engineering gemäß ihrem Jahresbericht 2.492 Mitglieder, wovon etwa 57 Prozent aus dem akademischen Bereich und etwa 36 Prozent aus der Industrie kamen. Etwa 7 Prozent der Mitglieder gehörten gemeinnützigen Organisationen und der Regierung an.

## Struktur
Die NAE ist Teil der National Academies of Sciences, Engineering, and Medicine, zu der auch
- die National Academy of Sciences (NAS),
- die National Academy of Medicine (NAM) [ehemals: Institute of Medicine (IOM)] sowie
- der National Research Council (NRC)

gehören.

## Auszeichnungen der NAE
Die National Academy of Engineering vergibt mehrere hochdotierte Preise, darunter der Charles-Stark-Draper-Preis, der Bernard M. Gordon Prize und der Fritz J. and Dolores H. Russ Prize. Die Empfänger erhalten jeweils 500.000 US-Dollar.

## Mitgliedschaft
Um Mitglied zu werden, muss man von einem bestehenden Mitglied vorgeschlagen werden und unterstützende Referenzen von drei weiteren aktiven oder emeritierten Mitgliedern erhalten. Für eine Nominierung muss der Kandidat außerdem für seine berufliche Integrität bekannt sein. Einzelpersonen können sich nicht selbst bewerben.
Herausragende Persönlichkeiten müssen signifikante Leistungen in einer oder beiden der folgenden Kategorien vorweisen:
- Forschung im technischen Bereich, Berufserfahrung im technischen Bereich oder theoretische Ausbildung im technischen Bereich, gegebenenfalls einschließlich bedeutender Beiträge zur technischen Literatur.
- Pionierarbeit in neuen und sich entwickelnden Technologiefeldern, vorweisen großer Fortschritte in traditionellen Ingenieursbereichen, Entwicklung und Umsetzung innovativer Ansätze in der Ingenieurausbildung oder Management-Erfahrung im Ingenieurwesen bei großen Projekten.[4]

Zum Mitglied der NAE gewählt zu werden, ist eine der höchsten Auszeichnungen, die ein Ingenieur in seinem Berufsleben erreichen kann.